# Tripótamos (ort i Grekland, Mellersta Makedonien)
Tripótamos är en ort i Grekland.   Den ligger i prefekturen Nomós Imathías och regionen Mellersta Makedonien, i den norra delen av landet, 300 km norr om huvudstaden Aten. Tripótamos ligger 408 meter över havet och antalet invånare är 458.
Terrängen runt Tripótamos är varierad. Runt Tripótamos är det glesbefolkat, med 9 invånare per kvadratkilometer. Närmaste större samhälle är Véroia, 4,0 km nordost om Tripótamos. I omgivningarna runt Tripótamos växer i huvudsak blandskog.